# Jajpur (huyện)
Huyện Jajpur là một huyện thuộc bang Odisha, Ấn Độ. Thủ phủ huyện Jajpur đóng ở Panikoili. Huyện Jajpur có diện tích 2885 ki lô mét vuông. Đến thời điểm năm 2001, huyện Jajpur có dân số 1622868 người.